# Односи Србије и Перуа
Односи Србије и Перуа су инострани односи Републике Србије и Републике Перуа.

## Билатерални односи
Дипломатски односи са Републиком Перу који су првобитно успостављени пре II светског рата, обновљени су 1967. године, отварањем генералног конзулата у Лими.
Амбасада Републике Србије у Буенос Аиресу (Аргентина) радно покрива Перу.

### Економски односи
- У 2020. години остварен је извоз Србије у вредности од 4,52 милиона УСД и увоз у вредности од 5,19 милиона УСД.
- У 2019. г. вредност извоза Србије била је 2,20 милиона УСД, а увоза 2,21 милион УСД.
- У 2018. г. наш извоз вредео је 1,88 милиона долара, а увоз 1,86 милиона УСД.[3][4]

### Некадашњи дипломатски представници

#### У Београду
- Хулио В. Негреирос, амбасадор, 2004—2006.
- Луис Б.Ч. Артеага, амбасадор
- Едуардо Љ. Ларабуре, амбасадор, 1991- и 1984-
- Хосе Серути, амбасадор
- Карлос А. Икерас, амбасадор, 1986-
- Хавијер П. Веларде, амбасадор, 1982-1984.
- Уго Валдерама, амбасадор, 1980—1982.
- Хорхе Паутрат, амбасадор, 1977.
- Алберто Рејна, амбасадор, 1975-1978.
- Карлос А.А. Алварез-Калдерон, амбасадор
- Карлос Ајљон, амбасадор, 1969—1974.
- Медардо Ф. Каље, отправник послова, 1968. - (први перуански дипломата у нашој земљи)

#### У Лими
- /  Горан Мешић, амбасадор, 2004—2009.
- Звонимир Стенек, амбасадор, 1991—
- Ладислав Варга, амбасадор, 1986—1990.
- Алија Вејзагић, амбасадор, 1983—1986.
- Кузман Димчевски, амбасадор, 1979—1983.
- Лука Солдић, амбасадор, 1975—1979.
- Коле Чашуле, амбасадор, 1971—1975.